# Konstanty Skotnicki
Konstanty Skotnicki herbu Bogoria (zm. przed 31 grudnia 1785 roku) – chorąży wiślicki w 1777 roku, miecznik pilzneński w latach 1772–1777, komornik graniczny sandomierski i porucznik powiatu wiślickiego w 1764 roku.
Jako poseł na sejm elekcyjny 1764 roku z województwa sandomierskiego był elektorem  Stanisława Augusta Poniatowskiego z województwa sandomierskiego. Poseł na sejm 1782 roku z województwa sandomierskiego.